# 鹍鹏控股
深圳鹍鹏控股股份有限公司，简称鹍鹏控股（老三板：400066，简称：鹍鹏3；深交所除牌前：000033，简称：新都退），曾用名深圳新都酒店股份有限公司，是中国一家曾在深圳证券交易所上市交易的从事旅馆业、自有物业出租的公司。公司总股本32940.205万股（2010年）。
公司总部位于深圳市春风路1号新都酒店24楼，法人代表为李聚全。
2018年，深圳市恒裕实业（集团）有限公司組建財團對新都酒店進行收購
2019年11月15日，新都酒店更名为鹍鹏控股。 目前公司由招商國際、深圳南油（集团）有限公司等控制